# Saltos ornamentais nos Jogos Olímpicos de Verão de 2024 - Plataforma 10 m individual feminino
A competição da plataforma de 10 m individual feminino dos saltos ornamentais nos Jogos Olímpicos de Verão de 2024 foi realizada em 5 e 6 de agosto de 2024 no Centro Aquático, em Paris. Um total de 29 saltadoras de 21 Comitês Olímpicos Nacionais (CON) participaram do evento.

## Qualificação
As doze melhores saltadoras do Campeonato Mundial de Esportes Aquáticos de 2023 ganharam uma vaga para seu respectivo CON. A primeira colocada em cada um dos cinco campeonatos continentais também garantiram uma vaga (excluindo aquelas que conquistaram a vaga pelo Campeonato Mundial e saltadoras de CONs que já haviam conquistado duas vagas). As vagas restantes foram para as melhores colocadas no Campeonato Mundial de Esportes Aquáticos de 2024 (com as mesmas limitações) até que o número máximo de vagas fosse alcançado. Isso inclui cotas ocupadas após realocações de vagas ociosas.

## Formato
A competição foi realizada em três fases:
- Preliminar: Todas as saltadores realizam cinco saltos; as 18 melhores avançam a semifinal.
- Semifinal: As saltadoras classificadas realizam cinco saltos; as pontuações da fase preliminar são desconsideradas e as doze melhores avançam a final.
- Final: As saltadoras classificadas realizam cinco saltos; as pontuações da semifinal são desconsideradas e as três melhores conquistam as medalhas de ouro, prata e bronze, respectivamente.

Em cada rodada de saltos, pelo menos um deve ser de cada um dos cinco grupos (para frente, de costas, revirado, ponta pé a lua e parafuso).

## Calendário
Horário local (UTC+2)
| Dia                 | Horário | Fase       |
| ------------------- | ------- | ---------- |
| 5 de agosto de 2024 | 10:00   | Preliminar |
| 5 de agosto de 2024 | 15:00   | Semifinal  |
| 6 de agosto de 2024 | 15:00   | Final      |

## Medalhistas
| Ouro   | CHN Quan Hongchan |
| Prata  | CHN Chen Yuxi     |
| Bronze | PRK Kim Mi-rae    |

## Resultados
Um total de 29 saltadoras competiram, com as três melhores colocados na final garantindo as medalhas.
| Pos.              | Saltadoras                | CON                      | Preliminar | Preliminar | Semifinal   | Semifinal   | Final       | Final       | Final       | Final       | Final       | Final       |
| Pos.              | Saltadoras                | CON                      | Pontos     | Pos.       | Pontos      | Pos.        | Salto 1     | Salto 2     | Salto 3     | Salto 4     | Salto 5     | Pontos      |
| ----------------- | ------------------------- | ------------------------ | ---------- | ---------- | ----------- | ----------- | ----------- | ----------- | ----------- | ----------- | ----------- | ----------- |
| Medalha de ouro   | Quan Hongchan             | CHN China                | 421.25     | 1          | 421.05      | 1           | 90.00       | 84.80       | 76.80       | 92.40       | 81.60       | 425.60      |
| Medalha de prata  | Chen Yuxi                 | CHN China                | 382.15     | 2          | 403.05      | 2           | 82.50       | 78.40       | 89.10       | 89.10       | 81.60       | 420.70      |
| Medalha de bronze | Kim Mi-rae                | PRK Coreia do Norte      | 287.70     | 10         | 322.40      | 4           | 80.00       | 67.50       | 72.60       | 76.80       | 75.20       | 372.10      |
| 4                 | Caeli McKay               | CAN Canadá               | 324.90     | 3          | 308.85      | 7           | 72.00       | 63.00       | 76.80       | 75.90       | 76.80       | 364.50      |
| 5                 | Gabriela Agúndez          | MEX México               | 306.95     | 6          | 295.00      | 9           | 67.50       | 79.20       | 62.40       | 69.30       | 72.00       | 350.40      |
| 6                 | Andrea Spendolini-Sirieix | GBR Grã-Bretanha         | 320.80     | 4          | 367.00      | 3           | 76.80       | 62.40       | 64.50       | 60.20       | 81.60       | 345.50      |
| 7                 | Ellie Cole                | AUS Austrália            | 290.00     | 9          | 309.90      | 6           | 64.50       | 72.00       | 67.20       | 67.20       | 62.40       | 333.30      |
| 8                 | Alejandra Orozco          | MEX México               | 320.80     | 4          | 312.00      | 5           | 63.00       | 64.00       | 68.80       | 67.20       | 57.60       | 320.60      |
| 9                 | Matsuri Arai              | JPN Japão                | 280.65     | 16         | 300.50      | 8           | 63.00       | 66.00       | 65.25       | 65.80       | 54.40       | 314.45      |
| 10                | Sarah Jodoin Di Maria     | ITA Itália               | 286.10     | 11         | 294.85      | 10          | 72.00       | 64.50       | 56.00       | 42.05       | 67.20       | 301.75      |
| 11                | Melissa Wu                | AUS Austrália            | 285.20     | 13         | 294.10      | 11          | 58.50       | 64.00       | 40.60       | 52.80       | 62.40       | 278.30      |
| 12                | Else Praasterink          | NED Países Baixos        | 281.60     | 15         | 292.80      | 12          | 52.20       | 44.80       | 45.00       | 57.60       | 50.75       | 250.35      |
| 13                | Lois Toulson              | GBR Grã-Bretanha         | 299.60     | 8          | 278.50      | 13          | Não avançou | Não avançou | Não avançou | Não avançou | Não avançou | Não avançou |
| 14                | Ana Carvajal              | ESP Espanha              | 285.60     | 12         | 276.90      | 14          | Não avançou | Não avançou | Não avançou | Não avançou | Não avançou | Não avançou |
| 15                | Delaney Schnell           | USA Estados Unidos       | 278.15     | 17         | 271.95      | 15          | Não avançou | Não avançou | Não avançou | Não avançou | Não avançou | Não avançou |
| 16                | Anisley García            | CUB Cuba                 | 283.00     | 14         | 270.65      | 16          | Não avançou | Não avançou | Não avançou | Não avançou | Não avançou | Não avançou |
| 17                | Christina Wassen          | GER Alemanha             | 303.20     | 7          | 255.55      | 17          | Não avançou | Não avançou | Não avançou | Não avançou | Não avançou | Não avançou |
| 18                | Maia Biginelli            | ITA Itália               | 277.00     | 18         | 240.80      | 18          | Não avançou | Não avançou | Não avançou | Não avançou | Não avançou | Não avançou |
| 19                | Daryn Wright              | USA Estados Unidos       | 272.25     | 19         | Não avançou | Não avançou | Não avançou | Não avançou | Não avançou | Não avançou | Não avançou | Não avançou |
| 20                | Kate Miller               | CAN Canadá               | 266.30     | 20         | Não avançou | Não avançou | Não avançou | Não avançou | Não avançou | Não avançou | Não avançou | Não avançou |
| 21                | Pauline Pfeif             | GER Alemanha             | 264.15     | 21         | Não avançou | Não avançou | Não avançou | Não avançou | Não avançou | Não avançou | Não avançou | Não avançou |
| 22                | Džeja Patrika             | LAT Letônia              | 259.30     | 22         | Não avançou | Não avançou | Não avançou | Não avançou | Não avançou | Não avançou | Não avançou | Não avançou |
| 23                | Ingrid Oliveira           | BRA Brasil               | 255.90     | 23         | Não avançou | Não avançou | Não avançou | Não avançou | Não avançou | Não avançou | Não avançou | Não avançou |
| 24                | Maycey Vieta              | PUR Porto Rico           | 253.90     | 24         | Não avançou | Não avançou | Não avançou | Não avançou | Não avançou | Não avançou | Não avançou | Não avançou |
| 25                | Sofiya Lyskun             | UKR Ucrânia              | 253.10     | 25         | Não avançou | Não avançou | Não avançou | Não avançou | Não avançou | Não avançou | Não avançou | Não avançou |
| 26                | Kim Na-hyun               | KOR Coreia do Sul        | 250.00     | 26         | Não avançou | Não avançou | Não avançou | Não avançou | Não avançou | Não avançou | Não avançou | Não avançou |
| 27                | Victoria Garza            | DOM República Dominicana | 226.80     | 27         | Não avançou | Não avançou | Não avançou | Não avançou | Não avançou | Não avançou | Não avançou | Não avançou |
| 28                | Malak Tawfik              | EGY Egito                | 193.75     | 28         | Não avançou | Não avançou | Não avançou | Não avançou | Não avançou | Não avançou | Não avançou | Não avançou |
| 29                | Ciara McGing              | IRL Irlanda              | 188.50     | 29         | Não avançou | Não avançou | Não avançou | Não avançou | Não avançou | Não avançou | Não avançou | Não avançou |